# FishBase
FishBase est une base de données d'information sur les poissons créée à la fin des années 1980 et accessible sur le Web.
Dans sa version d'octobre 2023, elle contenait la description de plus de 35 400 espèces, 328 900 noms vernaculaires dans seize langues, plus de 63 800 images, et plus de 60 600 références à des publications scientifiques.

## Classification
De manière générale, FishBase suit Fishes of the World (2006), sauf pour les élasmobranches et les holocéphales. Pour les familles, FishBase peut suivre Catalog of Fishes,.

## Direction
Depuis l'an 2000, FishBase est dirigé par le Consortium FishBase. Ce consortium est coordonné par le Leibniz-Institut für Meereswissenschaften et constitué par (dans l'ordre alphabétique) :
- Musée royal de l'Afrique centrale, Tervuren
- Université Aristote de Thessalonique, Thessalonique
- Académie chinoise des sciences de la pêche, Pékin
- Le Fisheries Centre de l'Université de la Colombie-Britannique, Vancouver
- Organisation des Nations unies pour l'alimentation et l'agriculture, Rome
- IFM-GEOMAR, Kiel
- Muséum national d'histoire naturelle, Paris
- Muséum suédois d'histoire naturelle, Stockholm
- Centre mondial sur le poisson, Penang

Les auteurs sont le Français Daniel Pauly et l'Allemand Rainer Froese.

## Usage
FishBase est très utilisée dans les travaux scientifiques, étant la quatrième référence la plus citée en science des pêches, cumulant plus de 10 000 citations dans des journaux relus par les pairs entre 1994 et 2020. Dans les articles référençant FishBase, la base de données a été utilisée comme source sur la biologie ou l'écologie des poissons, incluant entre autres le régime alimentaire, le niveau trophique, les relations décrivant la taille et/ou le poids, la taxonomie, la distribution (spatiale ou en profondeur), la parasitologie, la croissance, la fécondité ou l'habitat des poissons.